# Ułła (rzeka)
Ułła (t. Uła, Wuła, Ulanka, Wulanka; biał. Ула, Вула, Вульянка, Ульянка; ros. Улла) – rzeka w północnej Białorusi (obwód witebski), lewy dopływ Dźwiny w zlewisku Morza Bałtyckiego. Długość – 123 km, powierzchnia zlewni – 4090 km², średni przepływ u ujścia – 25,4 m³/s, spadek – 30,2 m, nachylenie – 0,4‰.
Wypływa z Jeziora Lepelskiego w miasteczku Lepel i płynie na wschód przez Pojezierze Lepelskie. Koło miasteczka Czaśniki raptownie skręca na północ, spływa na Równinę Połocką i uchodzi do Dźwiny we wsi Ułła. Duży przybór wiosenny – zwykle 4,6 m nad zwykłym poziomem, maksymalnie 7,3 m. 
Podczas wojny litewsko-rosyjskiej 1558–1570 nad Ułłą wojska litewskie dwukrotnie pokonały wojska rosyjskie: w 1564 roku pod wodzą Mikołaja Radziwiłła Rudego i Grzegorza Chodkiewicza, oraz w 1567 pod dowództwem Romana Sanguszki.